# Dustin Gazley
Dustin James Gazley (Novi, 3 ottobre 1988) è un hockeista su ghiaccio statunitense naturalizzato italiano milita come attaccante nell'Hockey Club Bolzano, squadra della ICE Hockey League, e nella Nazionale italiana.

## Carriera

### Nazionale
In possesso del passaporto italiano e maturate due stagioni consecutive in una squadra di club italiana, necessarie per vestire la maglia azzurra, Gazley ricevette la prima convocazione con il Blue Team quattro anni dopo il suo approdo in Italia, per il raduno alla Sparkasse Arena in programma l'8 aprile 2024, in vista di alcune partite amichevoli in preparazione ai Mondiali di Iª Divisione - Gruppo A di Bolzano. L'esordio avvenne il 13 aprile nel primo di due match contro la Francia, che vide gli azzurri sconfitti per 4-2 a Megève, mentre la prima rete arrivò il giorno seguente, contribuendo alla vittoria per 3-2 con i transalpini ad Aosta.
Fra il 28 aprile e il 4 maggio prese  parte ai Mondiali di Iª Divisione - Gruppo A. Nell'incontro vinto 4-3 ai tempi supplementari contro il Giappone siglò la sua prima rete in una competizione iridata.

## Palmarès

### Individuale
- ECHL All-Rookie Team: 1

2011-2012
- ECHL First All-Star Team: 1

2011-2012
- Maggior numero di assist della ECHL: 1

2011-2012 (60 assist)
- Capocannoniere della ECHL: 1

2011-2012 (85 punti)
- Maggior numero di punti per un Rookie della ECHL: 1

2011-2012 (85 punti)
- ECHL Player of the Week (01/02-01/08): 1

2011-2012
- ECHL Rookie of the Month (February): 1

2011-2012
- ECHL Rookie of the Year (John A. Daley Trophy): 1

2011-2012
- ECHL All-Star Game: 1

2012-2013
- ECHL Plus Performer of the Month (January): 1

2012-2013 (+13)